# Banca di Finlandia
La Banca di Finlandia (filandese: Suomen Pankki) è la banca centrale della Finlandia dal 1999 all'interno dell'Eurosistema per cui molte funzioni sono state assunte dalla BCE. Dal 1865 al 1998 è stata la banca centrale finlandese ad emettere il marco. Si considera la quarta banca centrale più antica del mondo, dopo la Riksbank svedese, la Banca d'Inghilterra e la Banca di Francia,  essendo stata originariamente creata nel 1811-1812 come Ufficio di Cambio, Prestito e Depositi del Granducato di Finlandia (Waihetus-, Laina- ja Depositioni-Contori Suomen Suuren-ruhtinaanmaassa) prima di assumere il nome attuale nel 1840. A differenza di molte altre banche centrali di lunga data, è sempre stata di proprietà del governo.

## Storia

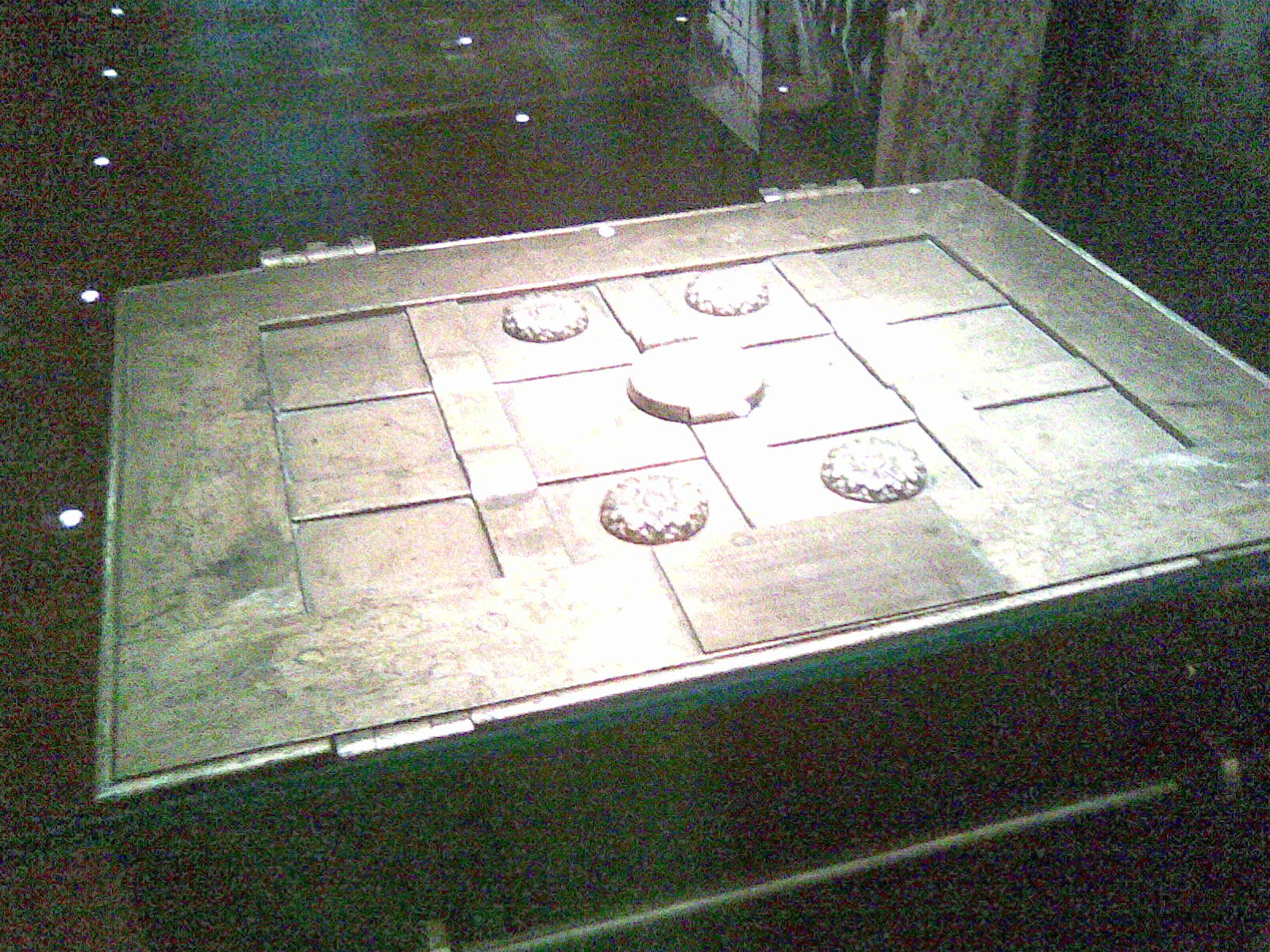
Cassaforte della Banca di Finlandia trasferita a Helsinki con la banca quando si è traslocata da Turku

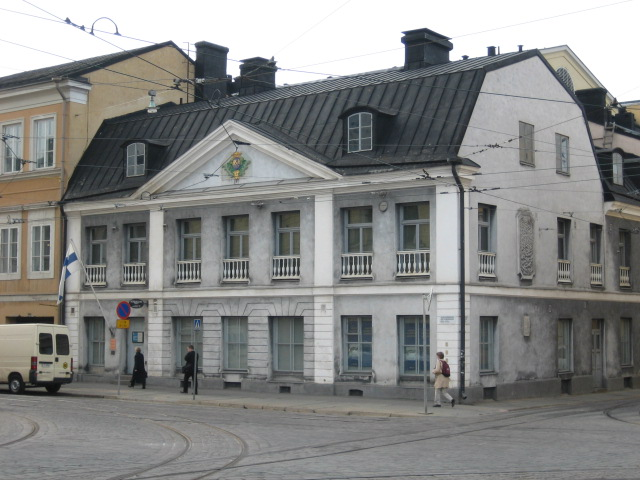
Sederholm House a Helsinki, sede della Banca dal 1819 al 1824

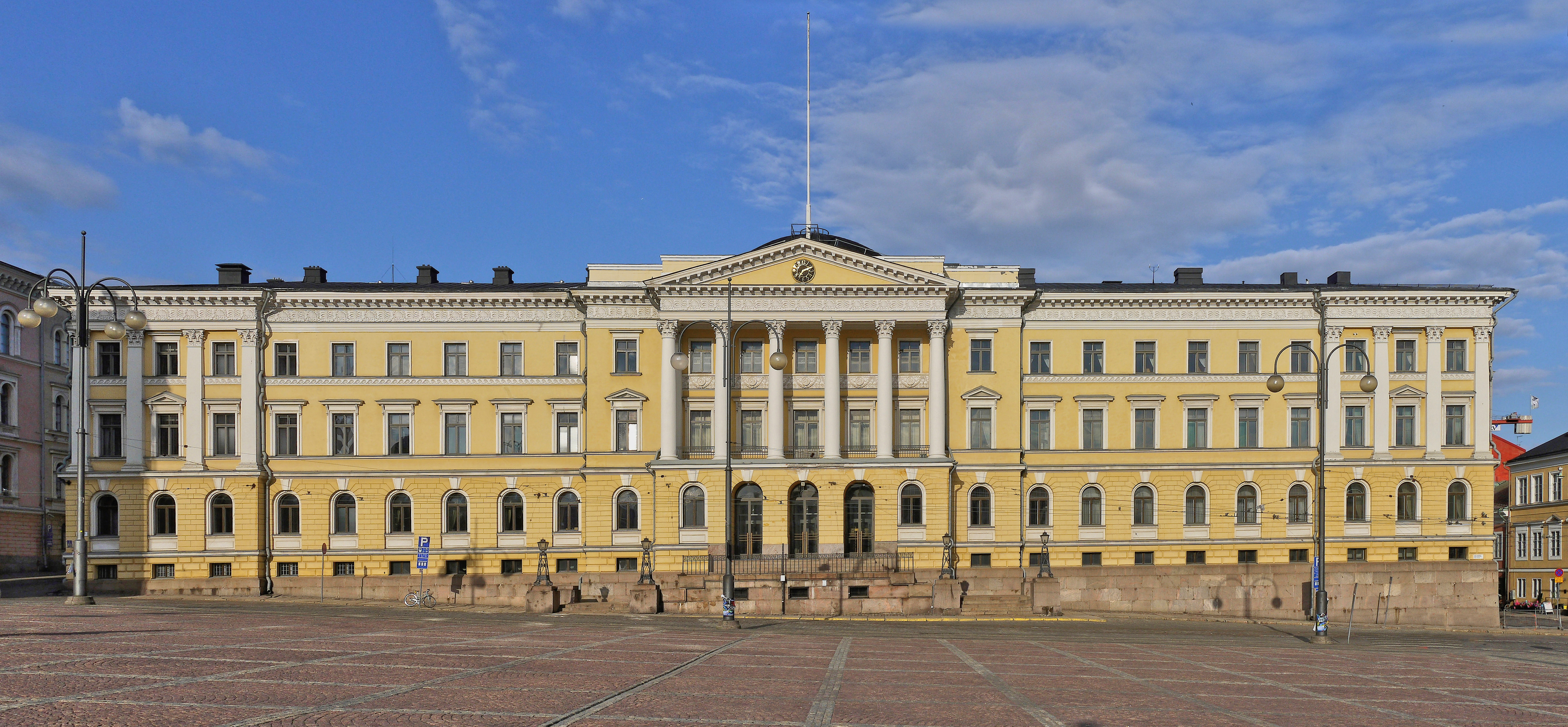
Palazzo del Governo a Helsinki, sede della Banca dal 1824 fino al trasferimento nell'edificio attuale nel 1883

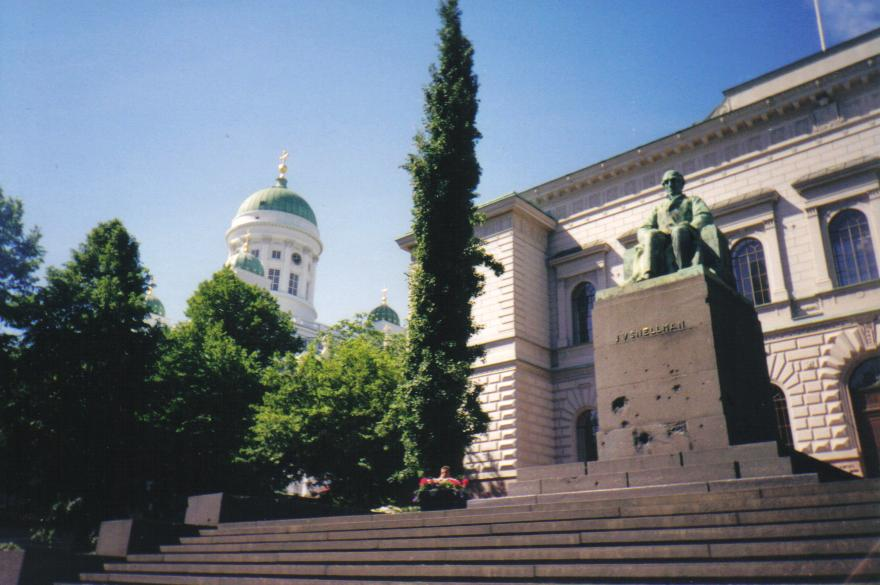
L'attuale sede della Banca fu completata nel 1883, con la statua di J.V. Snellman dello scultore Emil Wikström di fronte

### Impero Russo
Nel 1809, l'Impero russo annesse la Finlandia e ne fece un Granducato con una propria struttura amministrativa. Uno degli obiettivi delle nuove autorità era quello di recidere la precedente integrazione economica della Finlandia con la Svezia, compreso l'uso del riksdaler svedese come moneta. A tal fine, l'Office of Exchange, Lending, and Deposit fu istituito il 12 dicembre 1811 (e a Turku il 1º marzo 1812) da Alessandro I di Russia, in parte sul modello della Banca di Svezia. Iniziò le operazioni nell'agosto 1812. Era di proprietà e controllata dal governo del Granducato, ma fin dall'inizio aveva un proprio capitale e un proprio bilancio. Il governo del Granducato era di solito in attivo e non utilizzava l'Ufficio per finanziarsi, permettendogli invece di estendere il credito all'economia finlandese. Emetteva banconote denominate in rubli e copechi e forniva credito ai proprietari terrieri e ai commercianti locali. Il suo design è stato ispirato dal segretario di Stato russo Mikhail Speransky, i cui piani di creare un'istituzione simile per la Russia stessa furono ostacolati dall'invasione francese della Russia a metà del 1812.
Nel 1819 l'istituzione si trasferì a Helsinki. I suoi sforzi per sostituire la valuta svedese ebbero solo un successo parziale, almeno fino a quando sia la Svezia (nel 1834) che la Russia (nel 1839) tornarono al gold standard. Nel 1840, le banconote riksdaler rimaste in Finlandia furono ritirate dalla circolazione e sostituite dai rubli; le banconote riksdaler ritirate furono scambiate con argento presso la Riksbank di Stoccolma. Ciò permise alla Banca di Finlandia (prese questo nome nel 1840)) di accumulare una significativa riserva metallica, iniziare a scontare le cambiali e in generale diventare molto più grande e più liquida negli anni '40 dell'Ottocento, in contrasto con la Banca Commerciale Statale Russa e altre banche pubbliche russe dell'epoca. La Banca aprì presto le sue prime filiali a Turku e Vaasa. Da allora in poi, le banconote russe divennero il mezzo di pagamento dominante nel Granducato, e le banconote della Banca di Finlandia rappresentavano meno dell'uno per cento di tutte le banconote in circolazione nell'Impero russo; quindi la Finlandia non aveva effettivamente alcuna autonomia monetaria. Di conseguenza, la Finlandia soffrì del disordine monetario russo associato alla guerra di Crimea e alle sue conseguenze finanziariamente disastrose. La convertibilità delle sue banconote in argento fu nuovamente limitata dall'aprile 1854.
Le richieste di una maggiore protezione dai capricci monetari russi si svilupparono in parallelo con gli sforzi russi per la stabilizzazione monetaria, tra cui l'istituzione della Banca di Stato dell'Impero Russo nel 1860 e le successive riforme avviate dal ministro delle finanze Michael von Reutern. Il 4 aprile 1860, Alessandro II autorizzò la Banca di Finlandia a emettere banconote con una propria denominazione, il marco finlandese, definito come un quarto del rublo di carta russo (e quindi quasi uguale in valore al franco francese dell'epoca). Nel 1865, la Banca di Finlandia si assicurò finalmente l'autonomia della politica monetaria quando il senatore finlandese Johan Vilhelm Snellman ottenne da Alessandro il diritto di mantenere il marco legato al silver standard indipendentemente dalla situazione del rublo, cosa che fu implementata nel marzo 1866. Da allora in poi, la Banca di Finlandia stabilì la propria politica monetaria, rendendo il Granducato una zona monetaria separata dal resto dell'Impero russo, con il marco che oscillava tra 2,79 e 3,60 per rublo tra il 1866 e il 1875.

### Finlandia indipendente
Poco dopo l'indipendenza della Finlandia alla fine del 1917, scoppiò la guerra civile. Alla fine di gennaio del 1918 le Guardie Rosse occuparono la sede centrale della Banca di Finlandia insieme ad altri punti strategici di Helsinki e si assicurarono il controllo delle macchine da stampa. Tuttavia il personale professionale della banca si rifiutò di obbedire, e le riserve auree furono precauzionalmente trasferite alla filiale di Kuopio, nel nord della Finlandia. Le Guardie Rosse cercarono di impadronirsi delle riserve di Kuopio con la forza all'inizio di febbraio, ma si ritirarono dopo una battaglia durata una settimana.
Il leader rosso Anton Huotari divenne il presidente del Comitato Esecutivo a Helsinki, in competizione con il governatore Clas von Collan, che rimase a Stoccolma durante la guerra civile, mentre gli altri membri del Consiglio Esecutivo rimasero con il governo bianco a Vaasa. La parte bianca mantenne il controllo delle riserve auree, di metà della rete di filiali in Finlandia e delle attività estere, ma soffrì di una carenza di liquidità in quanto non aveva la capacità di stampare banconote. Le truppe tedesche che combatterono la battaglia di Helsinki ripresero il controllo della sede centrale il 13 aprile 1918 e la Banca di Finlandia riaprì le attività il 22 aprile 1918.
Dopo questi eventi drammatici, la Banca di Finlandia continuò ad affrontare un'inflazione elevata, ma alla fine riuscì a stabilizzare il marco nel 1923 a circa il dieci per cento del suo valore in oro prebellico. Tornò al gold standard nel 1926, ma galleggiò di nuovo sulla scia della crisi bancaria europea del 1931. Nella primavera del 1933, ancorava il marco alla sterlina. Durante il periodo tra le due guerre, la banca acquisì un grande prestigio nel nuovo paese, legato alla leadership del suo governatore di lunga data Risto Ryti, che divenne Primo Ministro della Finlandia nel dicembre 1939 e Presidente un anno dopo nel bel mezzo della Pace ad interim.
L'edificio della sede centrale della Banca fu danneggiato dai bombardamenti sovietici durante i raid aerei della Guerra di Continuazione del 1944. Dopo la seconda guerra mondiale e un rinnovato episodio inflazionistico fino ai primi anni '50, la Banca di Finlandia gestì il regime di repressione finanziaria del paese, poi la liberalizzazione negli anni '80. Il marco è stato svalutato in più occasioni fino a quando non è stato finalmente fluttuato nel settembre 1992.
Le nuove pratiche e tecnologie portarono la Banca di Finlandia a eliminare gradualmente la sua rete di filiali locali, a partire dalla chiusura della filiale di Hämeenlinna nel 1963. Negli anni 1991-1994, altre otto filiali sono state chiuse, lasciando in funzione solo Turku, Tampere, Kuopio, Oulu e Vantaa. La filiale di Turku è stata chiusa nel 2007, quelle di Tampere e Kuopio nel 2012 e quella di Oulu nel 2019.
A seguito della crisi bancaria finlandese degli anni '90, la vigilanza finanziaria è stata riorganizzata in Finlandia con la creazione del Rahoitustarkastus (Rata) nel 1993, un'autorità di vigilanza bancaria indipendente che fa parte della Banca di Finlandia, anche se con una propria governance separata. Nel 2009 è stata costituita l'Autorità di vigilanza finanziaria finlandese dalla fusione di Rata con l'autorità di vigilanza assicurativa precedentemente separata.
All'inizio dell'Unione economica e monetaria, il governatore della Banca di Finlandia, Sirkka Hämäläinen, è entrata a far parte del comitato esecutivo inaugurale della Banca centrale europea il 1° giugno 1998, diventandone la prima donna membro.

## Governatori della Banca di Finlandia
- Claes Johan Sacklén 1812–1816
- Carl Johan Idman 1817–1820
- Otto Herman Lode 1820–1827
- Johan Gustaf Winter 1827–1841
- Carl Wilhelm Trapp 1841–1853
- Axel Ludvig Bom 1853–1856
- Alex Federley 1853–1854
- Robert Trapp 1854–1856
- Frans Ivar Edelheim 1856–1858
- Wilhelm Blidberg 1858–1861
- Carl Isak Björkman 1862–1866
- Victor von Haartman 1866–1870
- August Florin 1870–1875
- Gustaf Samuel von Troil 1875–1884
- Alfred Charpentier 1884–1897
- Carl Theodor Alexander Wegelius 1898–1906
- Clas Herman von Collan 1907–1918
- Otto Eliel Stenroth 1918–1923
- August Ramsay 1923–1924
- Risto Ryti 1923–1940
- Johan Wilhelm Rangell 1943–1944
- Risto Ryti 1944–1945
- Sakari Tuomioja 1945–1955
- Rainer von Fieandt 1955–1957
- Klaus Waris 1957–1967
- Mauno Koivisto 1968–1982
- Ahti Karjalainen 1982–1983
- Rolf Kullberg 1983–1992
- Sirkka Hämäläinen 1992–1998
- Matti Vanhala 1998–2004
- Erkki Liikanen 2004–2018
- Olli Rehn 2018–